# Moulton (Alabama)
Pour les articles homonymes, voir Moulton.
La ville de Moulton est le siège du comté de Lawrence, dans l'État de l'Alabama, aux États-Unis.

## Personnalités notables
- Edward B. Almon, représentation des États-Unis du 8e district du congrès de 1915 à 1933.
- Mary Lee Cagle, l'une des femmes les plus influentes et pasteur de l'Église de Nazarene
- Kimberley Conrad, mannequin et actrice
- Asa Hodges, représentant des États-Unis de l'Arkansas.
- John Wallace Jones, maire de Shreveport, en Louisiane de 1854 à 1858.
- Thomas Minott Peters, avocat et botaniste
- Phillip Roddey, brigadier général de l'armée des États confédérés pendant la guerre de Sécession
- David Stewart, joueur de football américain ; diplômé de la Lawrence County High School.
- Lucas Black, acteur.

## Démographie
| 1900 | 1910 | 1920 | 1930 | 1940 | 1950  |
| ---- | ---- | ---- | ---- | ---- | ----- |
| 290  | 354  | 519  | 639  | 752  | 1 384 |

| 1960  | 1970  | 1980  | 1990  | 2000  | 2010  |
| ----- | ----- | ----- | ----- | ----- | ----- |
| 1 716 | 2 470 | 3 197 | 3 248 | 3 260 | 3 471 |

## Source
- (en) Cet article est partiellement ou en totalité issu de l’article de Wikipédia en anglais intitulé « Moulton, Alabama » (voir la liste des auteurs).